# San José de Comayagua (ort)
San José de Comayagua är en ort i Honduras.   Den ligger i departementet Departamento de Comayagua, i den västra delen av landet, 110 km nordväst om huvudstaden Tegucigalpa. San José de Comayagua ligger 716 meter över havet och antalet invånare är 1 066.
Terrängen runt San José de Comayagua är kuperad. Runt San José de Comayagua är det ganska tätbefolkat, med 80 invånare per kvadratkilometer. Närmaste större samhälle är Taulabé, 8,1 km sydost om San José de Comayagua.  